# Neope bremeri
Neope bremeri är en fjärilsart som beskrevs av Felder 1862. Neope bremeri ingår i släktet Neope och familjen praktfjärilar. Inga underarter finns listade i Catalogue of Life.